# Оконто (округ)

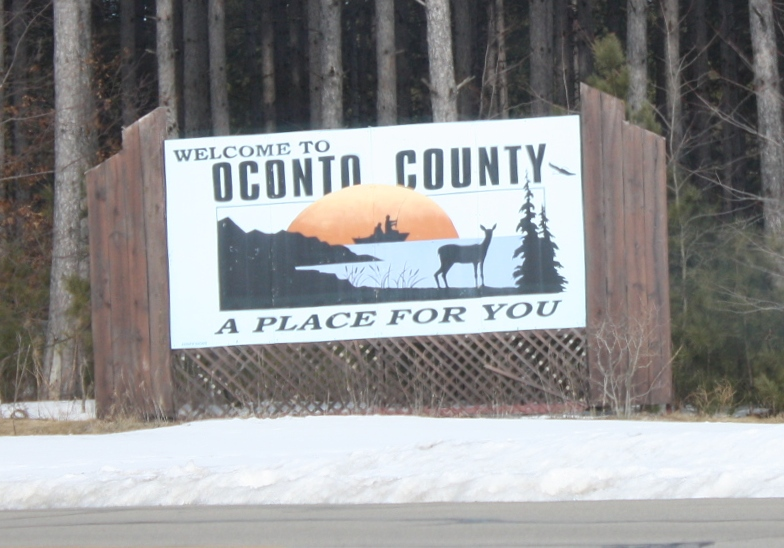
При въезде в округ

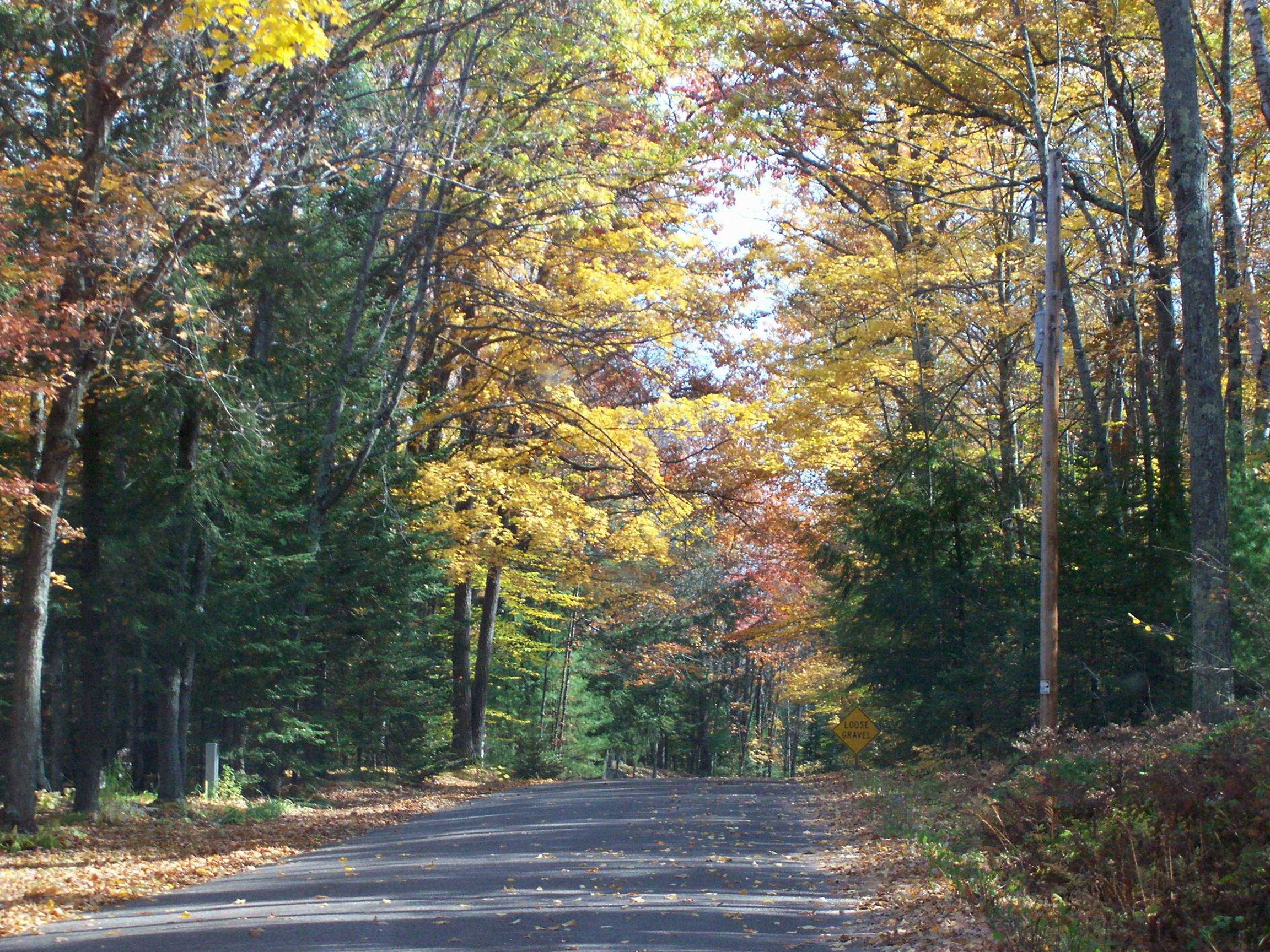
Лесистая местность в Оконто

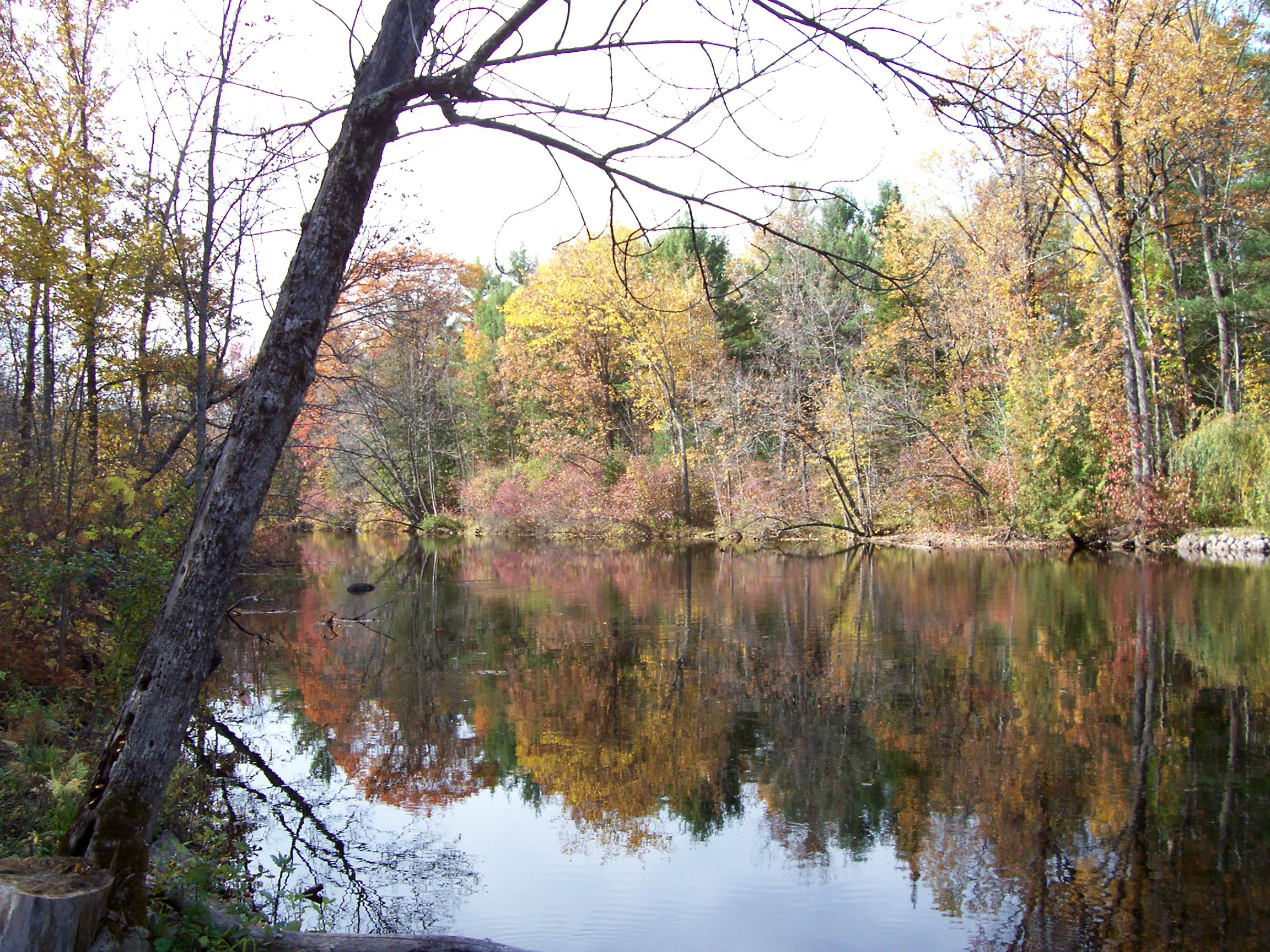
Река Оконто

О́круг Око́нто — округ в штате Висконсин, США. Население округа на 2000 год составляло 35 634 человек. Административный центр округа — город Оконто.

## История
Округ Оконто посещали французские миссионеры еще в 17 веке. Оконто один из самых старых округов в штате Висконсин. Отец Клод-Жан Аллуз, иезуит и римо-католик отслужил первую мессу в Оконто. Среди первых поселенцев был Джозеф Туртильо, который исследовал большую часть водораздела реки Оконто. Многие из потомков Туртильо продолжают проживать в округе Оконто, у которого есть самый высокий процент жителей с французской родословной в Висконсине.

## География
Округ имеет общую площадь 2976 км² из которых 2585 км² приходится на сушу и 391 км² (13,15 %) на воду.

## Основные автомагистрали

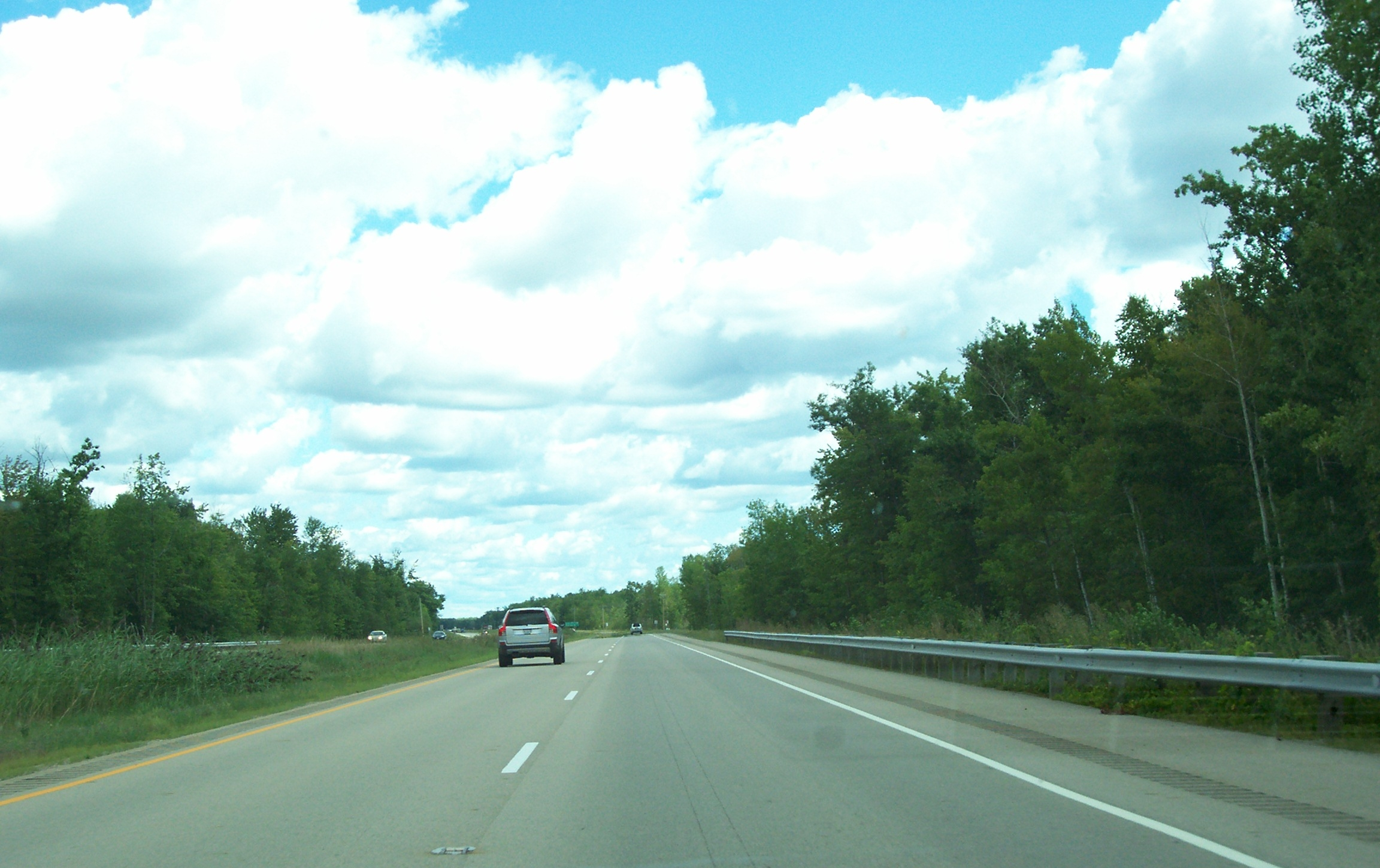
Автомагистраль 41

| - Автомагистраль 41 - Автомагистраль 141 - Автомагистраль 22 (Висконсин) | - Автомагистраль 32 (Висконсин) - Автомагистраль 64 (Висконсин) |

## Населённые пункты

### Крупные города
- Оконто (Висконсин)
- Джиллетт
- Оконто-Фолс

### Города
- Багли
- Брид
- Чейз
- Лена
- Морган
- Маунтин
- Ривервью
- Спирс
- Андерхилл

## Демография

Пирамида Возраста переписи 2000 года для округа Оконто.

Согласно переписи населения в 2000 году в Оконто проживало 35 634 человека, было зарегистрировано 13 979 домашних хозяйств и 10 050 семей, проживающих в округе. Плотность населения равняется 36 человек на квадратную милю (14/км ²), а также 19 812 жилых единиц в средней плотности 20 наквадратную милю (8/км ²). Расовый состав округа состоит из белых 97,76 %, афроамериканцев 0,13 %, коренных американцев 0,78 %, азиатов 0,20 %, океанийцев 0,01 %, представителей других рас 0,24 % и представителей смешанных рас 0,88 %. 0,67 % имеют латиноамериканские корни, 42,9 % имеют немецкие корни, а французские и американские корни имеют 5,6 % и 6,0 % соответственно, согласно переписи 2000 года.
Округ Оконто считается одним из самых бедных округов в Висконсине. Уровень безработицы в нем превышает 10 %.